# Giverny
Giverny település Franciaországban, Eure megyében. Lakosainak száma 448 fő (2022. január 1.). Giverny Bois-Jérôme-Saint-Ouen, Limetz-Villez és Notre-Dame-de-la-Mer községekkel határos.

## Népesség
A település népességének változása:
| Lakosok száma | 386  | 502  | 548  | 508  | 501  | 509  | 494  | 494  | 486  | 448  |
|               | 1968 | 1982 | 1990 | 2006 | 2013 | 2015 | 2017 | 2019 | 2020 | 2022 |